# Georg von Werenwag
Georg von Werenwag bzw. Jörg von Werenwag († 1. März 1509) war ein deutscher Adliger und Vogt. Er war nacheinander Vogt auf der Waldburg, Schlossvogt auf Wildenstein und von 1495 bis 1498 Obervogt in Tuttlingen.

## Leben
Georg von Werenwag war eines der fünf Kinder Conrads III. von Werenwag († um 1470 in Ottobeuren). Er erhielt durch die Vermittlung seines Onkels Marquart I. am 23. November 1464 von der Mutter Herzog Eberhards im Bart, Erzherzogin Mechthild, das ihr überlassene österreichische Lehen zu Reichenbach zurück. Am 12. Januar 1497 belehnte ihn der österreichische König Maximilian mit einem Haus in Nusplingen, vier Mannsmahd im Brühl in Bärental sowie vier öden Gütern und drei Pfund Vorzins aus der Mühle in Reichenbach. In Ensisheim bei Bärenthal werden 1459 Wiesen der Familie von Werenwag genannt. Es folgten Erwerbungen in Munderkingen, Biberach und Reutlingen. Georg trat am 14. Oktober 1477 verschiedene Zehnte in Nusplingen und Unterdigisheim, das Patronat der Pfarrei und Frühmesnerei in Nusplingen und zwei Kaplaneien in Obernheim an das Kloster Beuron ab.
Georg von Werenwag hatte eine exzellente Militärkarriere: Ab 1479 wurde er durch Graf Eberhard den Älteren mehrfach als Diener mit vier Pferden zum Krieg eingezogen. 1490 fordere der Graf ihn auf, ins Feld zu ziehen, es kam aber nicht zum Kampf. Auch 1492, als Jörg mit fünf Pferden gegen Herzog Albrecht von Bayern aufs Lechfeld zog, gab es einen Vergleich. Im Jahre 1496 und noch 1498 war Jörg württembergischer Rat und von 1495 bis 1498 Obervogt in Tuttlingen. Er erfreute sich hohen Ansehens im Lande und war ein gesuchter Schiedsrichter. Georg war 1472 Vogt auf der Waldburg. 1491 wurde er von Andreas von Sonnenberg zum Schlossvogt auf Wildenstein bestellt.

## Familie
Georgs Gattin Margarethe von Urbach brachte als Mitgift die Burgruine Pfannenstiel in die Ehe, die später einschließlich der Gemarkung Eck (?) und allem Zubehör auch an das Kloster Beuron verkauft wurde. Seine Ehe blieb kinderlos, er sicherte sich mit seiner Frau im Jahre 1500 gute Pflege durch den Kauf eines Leibgedings vom Kloster Bebenhausen, in dem sein Vetter Konrad von Lustnau Abt war. Auch die Klöster Zwiefalten, Ottobeuren und Beuron verzeichneten ihn als Wohltäter. Das Ehepaar wurde in der neu gebauten Abtskapelle des Klosters Bebenhausen bestattet: „Anno domini 1509 1. Martii obiit der edl vest Georg de Werenwag und im nechsten Jahr darvor uff den 7. Mai starb sein ehelich Gemahl, Frau Margreth, geborne de Urbach, denen Gott gnedig und barmherzig seye. Amen“.